# Ithysia pravata
Ithysia pravata är en fjärilsart som beskrevs av Jacob Hübner 1809/13. Ithysia pravata ingår i släktet Ithysia och familjen mätare. Inga underarter finns listade i Catalogue of Life.